# Microthelys
Microthelys é um género botânico pertencente à família das orquídeas (Orchidaceae).

## Espécies
1. Microthelys constricta (Szlach.) Szlach., Fragm. Florist. Geobot. 41: 852 (1996).
2. Microthelys hintoniorum (Todzia) Szlach., Rutk. & Mytnik, Ann. Bot. Fenn. 41: 476 (2004).
3. Microthelys intagana (Dodson & Dressler) Szlach., Fragm. Florist. Geobot. 41: 853 (1996).
4. Microthelys markowskiana (Szlach.) Szlach., Fragm. Florist. Geobot. 41: 853 (1996).
5. Microthelys minutiflora (A.Rich. & Galeotti) Garay, Bot. Mus. Leafl. 28: 337 (1980 publ. 1982).
6. Microthelys nutantiflora (Schltr.) Garay, Bot. Mus. Leafl. 28: 338 (1980 publ. 1982).
7. Microthelys rubrocallosa (B.L.Rob. & Greenm.) Garay, Bot. Mus. Leafl. 28: 338 (1980 publ. 1982).